# Adam Didur
Adam Didur (24 de fevereiro de 1874, Wola Sękowa - 7 de janeiro de 1946, Katowice) foi um cantor de ópera polonês. Tinha a timbre de baixo.

## Discografia
Didur gravou para as gravadoras G&T, Fonotipia, Pathé e Brunswick. Seleções de suas árias e canções gravadas foram reeditadas em CDs:
- Lebendige Vergangenheit, Preiser (89198)
- Club "99" (CD 99-89)
- Hafg (Hamburger Archiv für Gesangskunst ) Vol. 1, 1904-16 (10073)
- Hafg (Hamburger Archiv für Gesangskunst ) Vol. 2, 1900-03 (10074)